# Herrarnas hopp i gymnastik vid olympiska sommarspelen 1980
Herrarnas hopp i gymnastik vid olympiska sommarspelen 1980 avgjordes den 20-25 juli i Sports Palace of the Central Lenin Stadium.

## Medaljörer
| Gren           | Guld                            | Silver                           | Brons                       |
| Herrarnas hopp | Nikolaj Andrianov Sovjetunionen | Aleksandr Ditiatin Sovjetunionen | Roland Brückner Östtyskland |

## Resultat

### Final
| Placering | Gymnast                  | C     | O     | Kval  | Final | Totalt |
| --------- | ------------------------ | ----- | ----- | ----- | ----- | ------ |
|           | Nikolaj Andrianov (URS)  | 9.900 | 9.900 | 9.900 | 9.925 | 19.825 |
|           | Aleksandr Ditiatin (URS) | 9.850 | 9.900 | 9.875 | 9.925 | 19.800 |
|           | Roland Brückner (GDR)    | 9.900 | 9.850 | 9.875 | 9.900 | 19.775 |
| 4         | Ralf-Peter Hemmann (GDR) | 9.800 | 9.850 | 9.825 | 9.925 | 19.750 |
| 5         | Stojan Delttjev (BUL)    | 9.800 | 9.850 | 9.825 | 9.875 | 19.700 |
| 6         | Jiří Tabak (TCH)         | 9.850 | 9.900 | 9.875 | 9.650 | 19.525 |